# リカルド・ファティ
リカルド・ファティ（Ricardo Faty, 1986年8月4日 - ）は、フランス共和国イル＝ド＝フランス地域圏ヴァル＝ド＝マルヌ県ヴィルヌーヴ＝サン＝ジョルジュ出身の元サッカー選手。現役時代のポジションはミッドフィールダー。
兄は、セネガル代表のジャック・ファティ。

## 経歴

### クラブ
セネガル人の父とカーボベルデ人の母の下でフランスに生まれたファティは、クレールフォンテーヌ卒業後にRCストラスブールの下部組織に入団し、4部で27試合1得点を記録。翌年にはトップチーム登録され、Bチームでは14試合以上に出場し、トップでは公式戦12試合, うちカップ戦に5試合出場。2005年10月29日にリーグ戦デビューを果たした。
UEFAカップ2005-06のグループステージでASローマと対戦した際、相手のルチアーノ・スパレッティ監督はファティに興味を持った。シーズン終了後にクラブはリーグ・ドゥに降格し、ローマのオリヴィエ・ダクールがインテルナツィオナーレ・ミラノへ移籍したため、移籍金35万ユーロの5年契約で加入した。
ローマでは、スタディオ・ヨルギオス・カライスカキスのオリンピアコスFC戦でUEFAチャンピオンズリーグ 2006-07デビューし、ブラジル代表のかつてのスター選手リバウドのマークを務め、1-0で勝利した。この役割を見事こなしたファティに対し、スパレッティ監督は賞賛を送り、多くのタブロイド紙や新聞は新しいパトリック・ヴィエラと名づけた。
セリエAでの1シーズン目は満足のいくものだったが、より出場機会を得るために2年のローン契約でドイツ・ブンデスリーガのバイエル・レバークーゼンに貸し出された。しかし、レバークーゼンでの出番は僅かなものとなり、2008年1月に2008-09シーズン終了までの期間でフランス・2部のFCナントへ貸し出され、1部昇格に貢献。ローン期間終了後にローマに復帰し、ボランチや右サイド等でプレーしたが徐々に出場機会が減っていった。シーズン終了してから、2010年7月31日にイングランド・プレミアリーグのブラックバーン・ローヴァーズFCのトライアルに参加していることが報告されたが、最終的にギリシャのアリス・テッサロニキに完全移籍した。
アリスでの1年目は、公式戦に35試合2得点（ケルキラFC戦とローゼンボリBK戦）を記録。2012年に契約満了によりACアジャクシオに移籍した。
2014年8月18日、スタンダール・リエージュに4年契約で移籍した。

### 代表
2006年、U-21フランス代表としてトゥーロン国際大会に出場しチームの優勝に貢献、MVPを獲得した。
2012年2月29日、南アフリカとの親善試合でセネガル代表に初招集され、初出場した。

## タイトル
ASローマ
- コッパ・イタリア : 2006-07